# Childrena penelope
Childrena penelope är en fjärilsart som beskrevs av Otto Staudinger 1891. Childrena penelope ingår i släktet Childrena och familjen praktfjärilar. Inga underarter finns listade i Catalogue of Life.